# Nasonovia ribisnigri
Nasonovia ribisnigri är en insektsart som först beskrevs av Mosley 1841.  Nasonovia ribisnigri ingår i släktet Nasonovia och familjen långrörsbladlöss. Arten är reproducerande i Sverige. Inga underarter finns listade i Catalogue of Life.

## Bildgalleri

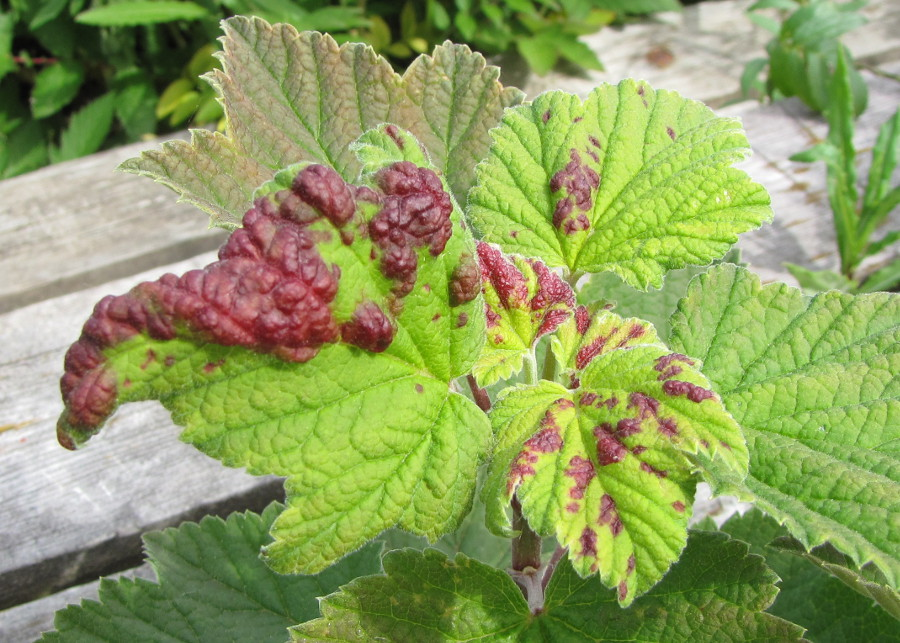